# إميل كريبيلن

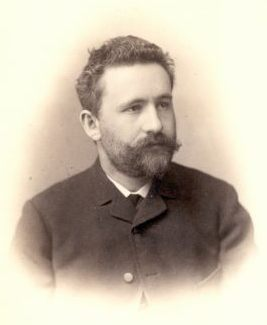
أيمل كرايبيلن

إميل كريبيلن (بالألمانية: Emil Kraepelin)‏، (15 فبراير 1856 - 7 أكتوبر 1926)، طبيب نفسي ألماني. تُعرفه موسوعة «هانز آيزنك للعلم النفسي»، بأنه مؤسس الطب النفسي العلمي الحديث وعلم الأدوية النفسية وعلم الوراثة النفسية. يعتقد كريبيلن أن الأصل الرئيسي للأمراض النفسية، هو عطل بيولوجي وراثي. سيطرت نظرياته على الطب النفسي في بداية القرن العشرين، وعلى الرغم من التأثير النفسي الديناميكي الأخير لسيغموند فرويد وتلاميذه، فقد تمتعت نظرياته بالكثير من الاهتمام مجددًا في نهاية القرن. بينما أعلن عن معاييره السريرية العالية الخاصة بجمع المعلومات «عن طريق تحليل الخبراء للحالات الفردية»، فقد استند أيضًا على الملاحظات التي أبلغ عنها المسؤولون غير المدربون في الطب النفسي. لا تحتوي كتبه التدريسية على تواريخ مفصلة لكل حالة فردية، بل تحتوي على مجموعات شبيهة بالفسيفساء من البيانات والسلوكيات النموذجية للمرضى الذين يعانون من تشخيص معين. لقد وُصف بأنه «مدير علمي» و«عامل سياسي»، كما طور «برنامج أبحاث وبائي واسع النطاق».

## أسرته وحياته المبكرة
وُلد كريبيلين، ابن كارل فيلهلم، مغني الأوبرا السابق ومدرس الموسيقى، وروائي القصص الناجح لاحقًا، في عام 1856 في نيوستريلتز، في دوقية مكلنبورغ ستريليتز في ألمانيا. كان أول من عرفه لعلم الأحياء هو كارل، شقيقه الأكبر بعشر سنوات، والذي أصبح بعد ذلك مدير متحف علم الحيوان في هامبورغ.

## تعليمه ووظيفته
بدأ إميل دراساته الطبية في عام 1874 في جامعة لايبزيغ وأكملها في جامعة فورتسبورغ (1877-1878). درس في لايبزيغ، علم الأمراض العصبية تحت إرشاد بول فليشسيج، وعلم النفس التجريبي مع فيلهلم فونت. كان إميل تلميذًا لفونت، واستنادًا على نظرياته، فقد كان لديه اهتمام كبير بعلم النفس التجريبي. أثناء وجوده هناك، كتب إميل مقالة حائزة على جائزة بعنوان «تأثير الأمراض الحادة على الاضطرابات العقلية». تحصل في فورتسبورغ، على شهادة الريجوروزم (أي ما يعادل تقريبًا امتحان بكالوريوس الطب والجراحة) في مارس 1878، وامتحان الدولة الألماني (امتحان الترخيص) في يوليو 1878، والمُصادقة على شهاداته (ترخيصه لممارسة الطب) في 9 أغسطس 1878.
عمل في جامعة ميونيخ، مع بيرنهارد فون جودن من أغسطس 1878 إلى 1882. بعد عودته إلى جامعة لايبزيغ في فبراير عام 1882، عمل في عيادة ويلهيلم هاينريش إيرب للأمراض العصبية وفي مختبر فونت لعلم النفس. أكمل أطروحته للتحصل على شهادة التأهل للأستاذية في لايبزيغ، في 3 ديسمبر 1883. كانت الأطروحة بعنوان «مكان علم النفس في الطب النفسي». نُشر العمل الرئيسي لإميل، (ملخص الطب النفسي: لاستخدام الطلاب والأطباء)، لأول مرة في عام 1883، كما توسعت إصداراته ليصبح متعدد الأجزاء لاحقًا بعنوان (كتاب مدرسي: أسس الطب النفسي وعلم الأعصاب). فجادل في هذا الكتاب، بأن الطب النفسي ما هو إلا فرع من فروع العلوم الطبية ويجب التحقيق فيه من خلال الملاحظة والتجريب مثل العلوم الطبيعية الأخرى. ودعا للبحث في الأسباب الجسدية للأمراض العقلية، وأسس نظام التصنيف الحديث للاضطرابات النفسية. اقترح إميل، إمكانية التنبؤ بتطور المرض العقلي من خلال دراسة تاريخ الحالات وتحديد اضطرابات معينة، بعد مراعاة الفروق الفردية لكل مريض، مثل عمره عند ظهور المرض. أصبح في عام 1884، طبيبًا كبيرًا في بلدة ليوبوس البروسية بمقاطعة سيليزيا، وعُين في العام التالي، مديرًا لمعهد العلاج والتمريض في درسدن. عُين إميل بعد بلوغه سن الثلاثين، وتحديدًا في 1 يوليو 1886، أستاذًا للطب النفسي في جامعة دوربات (تُسمى اليوم: جامعة تارتو) فيما يعرف اليوم بإستونيا. وأصبح في 5 ديسمبر 1890، أي بعد ما يعادل أربع سنوات، رئيس قسم في جامعة هايدلبرغ، حيث عمل في هذا المنصب حتى عام 1904. أثناء وجوده في دوربات، أصبح مديرًا لعيادة الجامعة التي تضم 80 سريرًا. بدأ هناك في دراسة وتسجيل العديد من التواريخ السريرية بالتفصيل و «كان يسعى إلى النظر في أهمية مسار المرض فيما يتعلق بتصنيف الاضطرابات العقلية».
انتقل إميل إلى ميونيخ في عام 1903، ليصبح أستاذًا للطب النفسي الإكلينيكي بجامعة ميونيخ. انتُخب في عام 1908، ليصبح عضوًا في الأكاديمية الملكية السويدية للعلوم. بدأ في عام 1912، في التخطيط لإنشاء مركز للبحوث، وذلك بناءً على طلب الجمعية الألمانية للطب النفسي الذي كان هو رئيسها بين 1906-1920. بعد تبرع كبير من قبل المصرفي الألماني اليهودي جيمس لوب، الذي كان في وقت من الأوقات مريضًا، ووعد بدعم «رعاة العلم»، تأسس المعهد الألماني للبحوث النفسية (معهد ماكس بلانك للطب النفسي) في عام 1917 في ميونيخ. كان مقر المعهد في البداية في مباني المستشفيات، وحوفظ على صيانته من خلال تبرعات أخرى، من «لوب» وأقاربه. أصبح المعهد في عام 1924، تحت رعاية جمعية القيصر فيلهلم للتقدم العلمي. تبرعت مؤسسة روكفيلر التابعة لعائلة روكفيلر الألمانية-الأمريكية بمبلغ كبير، مكن من تخصيص مبنى جديد للمعهد وفقًا لإرشادات إميل. وافتُتح المقر الجديد رسميًا في عام 1928. وتحدث إميل عن معارضته للمعاملة الهمجية التي كانت سائدة في المصحات النفسية في ذلك الوقت، بما في ذلك الحملات العنيفة التي شُنت ضد الكحول، وشجعت على تطبيق عقوبة الإعدام والسجن ضد المجانين والمرضى النفسيين، بدلًا من العلاج. لقد رفض نظريات التحليل النفسي التي افترضت أن الحياة الجنسية الفطرية أو المبكرة هي سبب المرض العقلي، ورفض المضاربات الفلسفية باعتبارها غير علمية. ركز على جمع البيانات السريرية وكان مهتمًا بشكل خاص بعلم الأمراض العصبية (مثل الأنسجة المريضة). في فترة لاحقة من حياته المهنية، وباعتباره بطلًا مقتنعًا بالداروينية الاجتماعية، روج بنشاط لجدول أعمال السياسات والبحوث في مجال الصحة الجنسية وعلم تحسين النسل. تقاعد إميل عن التدريس في سن 66، وقضى سنواته المتبقية في إنشاء وتحسين المعهد. نُشرت الطبعة التاسعة والأخيرة من كتابه بعد وقت قصير من وفاته في عام 1927. تألفت هذه الطبعة من أربعة مجلدات، وكان حجمها أكبر بعشر مرات من الطبعة الأولى الصادرة في عام 1883. وفقًا لما قالته ابنته أنتوني شميدت كرايبيلين، فقد انشغل إميل في السنوات الأخيرة من حياته، بالتعاليم البوذية وكان يخطط لزيارة الأضرحة البوذية قبل وفاته بفترة قصيرة.

## النظريات ومخططات التصنيف
أعلن إميل إيجاده لطريقة جديدة للنظر إلى المرض العقلي، مشيرًا إلى وجهة النظر التقليدية بأنها «ذو دلالة عرضية» وإلى وجهة نظره بأنها «سريرية». اتضح أن هذا هو نموذجه الفكري لمئات من الاضطرابات العقلية المصنفة في القرن التاسع عشر، والتي تجمع الأمراض معًا بناءً على تصنيف المتلازمة -أنماط الأعراض الشائعة بمرور الوقت- وليس عن طريق التشابه البسيط للأعراض الرئيسية عند أجداده. وصف إميل عمله في الطبعة الخامسة من كتابه المدرسي بأنه «خطوة حاسمة لتغير النظرة العامة للجنون، (من وجهة نظر عرضية إلى وجهة نظر إكلينيكية). أصبحت العلامات السريرية الخارجية مهمة، للنظر في ظروف نشأة المرض، والظروف التي تُنتج اضطرابات نفسية للأفراد. وهكذا، اختفت من علم تصنيف الأمراض، جميع الأمراض المُستندة على الأعراض فقط».

### الاضطراب العقلي ونوبات الغضب
يُنسب إلى إميل على وجه التحديد، تصنيف ما كان يُعتبر سابقًا مفهومًا موحدًا للاضطرابات العقلية. يوجد صنفان متميزان (يُعرفان باسم ثنائية الانقسام الكريبليني):
- هوس الاكتئاب (ينظر إليه الآن على أنه يضم مجموعة من اضطرابات المزاج مثل الاكتئاب الشديد المتكرر والاضطراب الثنائي القطب).
- العتاه الباكر (الفُصام).

## وصلات خارجية
- إميل كريبيلن على موقع الموسوعة البريطانية (الإنجليزية)
- إميل كريبيلن على موقع إن إن دي بي (الإنجليزية)
- معهد ماكس بلانك للطب النفسي

- إميل كريبيلن على موقع الموسوعة البريطانية (الإنجليزية)
- إميل كريبيلن على موقع إن إن دي بي (الإنجليزية)
- Extensive bibliography of English translations of Kraepelin's works